# Исступление
«Исступле́ние», или «Безу́мие», (англ. Frenzy) — фильм Альфреда Хичкока, вышедший на экраны в 1972 году. Экранизация романа Артура Ла Берна «До свидания, Пикадилли, прощай, Лестер-сквер» (англ. Goodbye Piccadilly, Farewell Leicester Square).

## Сюжет
В Лондоне орудует маньяк, удушающий женщин. Ричарда Блэйни (Джон Финч) обвиняют в убийстве бывшей жены Бренды (Барбара Ли-Хант) и подружки (Анна Мэсси).
В пользу следствия говорит многое: секретарша, заметившая Блейни около конторы жены, прошение о разводе, в котором жена указала чрезмерную жестокость мужа. От подозреваемого отворачиваются все. Настоящий же убийца обманом отправляет Блэйни в тюрьму, а сам принимается за старое. Однако у следователя появляются сомнения в виновности Блэйни.

## В ролях
- Джон Финч — Ричард Блэйни
- Барри Фостер — Роберт Раск
- Алек Маккоуэн[англ.] — инспектор Оксфорд
- Анна Мэсси — Бэбс Миллиган
- Барбара Ли-Хант — Бренда Маргарет Блэйни
- Билли Уайтлоу — Хетти Портер
- Вивьен Мерчант — Миссис Оксфорд
- Бернард Криббинс — Феликс Форсайт
- Майкл Бейтс — сержант Спирман
- Джин Марш — Моника Барлинг
- Клайв Смит — Джонни Портер

## Работа над фильмом
Фильм снимался с августа по октябрь 1971 года. Съёмки проводились в павильоне студии Pinewood в Великобритании и на натуре в Лондоне (Ковент-Гарден, Оксфорд-стрит). Хичкок предлагал Владимиру Набокову написать сценарий для этого фильма, но Набоков отказался. В результате сценарий написал Энтони Шаффер.
Камео Альфреда Хичкока — стоит в центре толпы слушателей, единственный, кто не аплодирует оратору. Первоначально Хичкок планировал для камео роль утопленника, который проплывает по Темзе. Был изготовлен манекен с точной копией головы Хичкока, но эта задумка не была реализована, а манекен использовался для съёмок рекламного трейлера фильма.

## Награды и номинации
- 1972 — попадание в десятку лучших фильмов по версии Национального совета кинокритиков США.
- 1973 — четыре номинации на премию «Золотой глобус»: лучший фильм — драма, лучший режиссёр (Альфред Хичкок), лучший сценарий (Энтони Шаффер) и лучшая оригинальная музыка (Рон Гудвин).
- 1973 — номинация на премию Эдгара Аллана По за лучший художественный фильм (Энтони Шаффер).